# Huset Valois
Valois avlöste den capetingiska som kungaätt vid den franska tronen 1328-1589. 
Valois var en sidogren av capetingiska huset, och härstammade från kung Filip III:s (d. 1285) yngre son Karl. Karl av Valois, (1270-1325) fick 1284 länet Valois som apanage med titeln grevskap. 
Genom sitt gifte med Margareta av Anjou, kung Karl II:s av Neapel dotter, kom han 1290 i besittning av grevskapen Maine, Anjou och Perche, och efter sitt andra gifte, med Katarina av Courtenay (dotter till Balduin II, den siste latinske kejsaren i Konstantinopel), antog han titeln kejsare av Konstantinopel. 
Redan förut (1284) hade påven Martin IV belänat honom med kungariket Aragonien, på vilket han dock (1290) avsade sig alla anspråk. Karl av Valois tog verksamt del i det offentliga livet under sin bror kung Filip den skönes regering. 
Hans son uppsteg såsom Filip VI på tronen 1328, då Filip II:s äldre sons linje utslocknat på svärdssidan. Efter Filip VI (d. 1350), vanligen kallad Filip av Valois, regerade hans ättlingar ända till 1498 i rakt nedstigande led. 
Därefter uppsteg på tronen Karl VI:s bror hertig Ludvigs av Orleans äldre sons son, Ludvig XII (linjen Valois-Orléans), och sedan denne 1515 avlidit utan att efterlämna son, den ovannämnde hertig Ludvigs av Orleans yngre sons, greve Johans av Angoulême, sonson Frans I (1515-47), stamfader för linjen Valois-Angoulême. Med Henrik III utslocknade hela huset Valois på manslinjen och med hans syster Margareta av Valois, Henrik IV:s gemål, på kvinnolinjen (1615). 
I hertigdömet Bourgogne regerade 1361-1477 en gren av huset Valois, vilken började med kung Johan II:s yngre son Filip och slutade med Karl den djärve. Andra grenar av ätten Valois har bland annat varit hertigar av Anjou och Brabant.

## Kungar av ätten Valois

### Grenen Valois
av huset Capet regerade 1328-1498
- 1328–1350 Filip VI av Frankrike
- 1350–1364 Johan II av Frankrike - den gode
- 1364–1380 Karl V av Frankrike - den vise
- 1380–1422 Karl VI av Frankrike - den galne
- 1422–1461 Karl VII av Frankrike
- 1461–1483 Ludvig XI av Frankrike - den universella spindeln
- 1483–1489 Karl VIII av Frankrike

### GrenenValois-Orléans
av huset Capet regerade 1498-1515.
- 1498–1515 Ludvig XII av Frankrike

### GrenenValois-Angoulême
av huset Capet regerade 1515-1589.
- 1515–1547 Frans I av Frankrike
- 1547–1559 Henrik II av Frankrike
- 1559–1560 Frans II av Frankrike
- 1560–1574 Karl IX av Frankrike
- 1574–1589 Henrik III av Frankrike

Ätten Valois avlöstes av den capetingiska grenen Bourbon.